# París-Roubaix sub-23
La París-Roubaix sub-23 (oficialmente: París-Roubaix Espoirs) es una carrera ciclista profesional francesa, como su propio nombre indica limitada a corredores sub-23 y "hermana menor" de la París-Roubaix, que se disputa a finales del mes de mayo.
Fue creada en 1967. Sus primeras ediciones fueron amateur hasta la creación de los Circuitos Continentales UCI en 2005 formando parte del UCI Europe Tour, los dos primeros años en la categoría 1.2 (última categoría del profesionalismo) y después en la categoría específica creada en 2007 para corredores sub-23, también dentro de la última categoría del profesionalismo: 2.1U.
Tiene unos 180 km en su trazado, unos 80 km menos que su homónima sin limitación de edad aunque con similares características.
A diferencia de su homónima sin limitación de edad, no ha estado organizada por ASO (organizadora también del Tour de Francia entre otras). A partir del 2011, los organizadores, VC Roubaix, anunciaron que dejarían de organizar la carrera debido a los altos costes de la seguridad. Una semana después, ASO salió al rescate de la prueba y se hizo cargo de ella.

## Palmarés

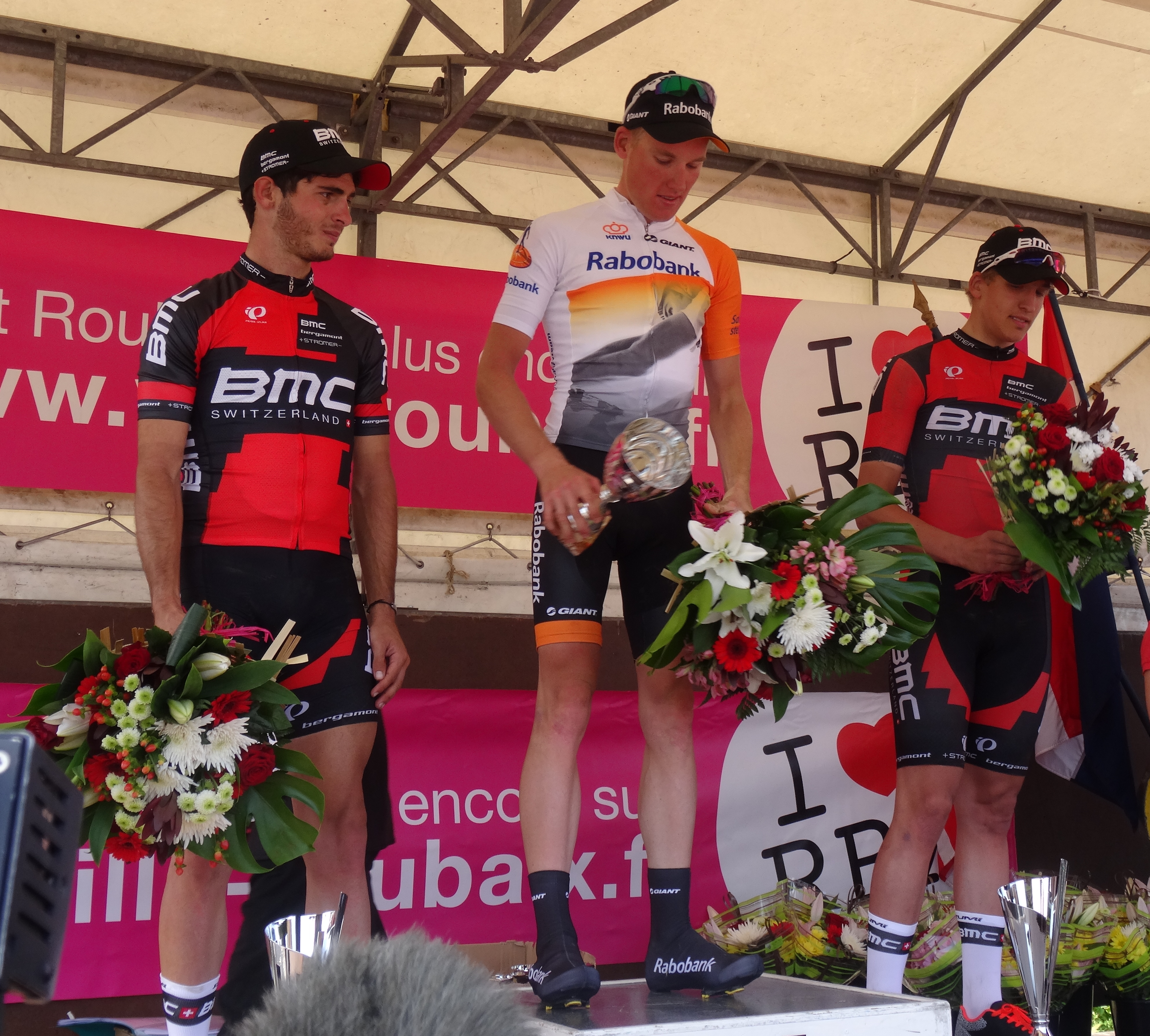
Pódium de la edición 2014: Tyler Williams (2º), Mike Teunissen (1º) y Bas Tietema (3º).

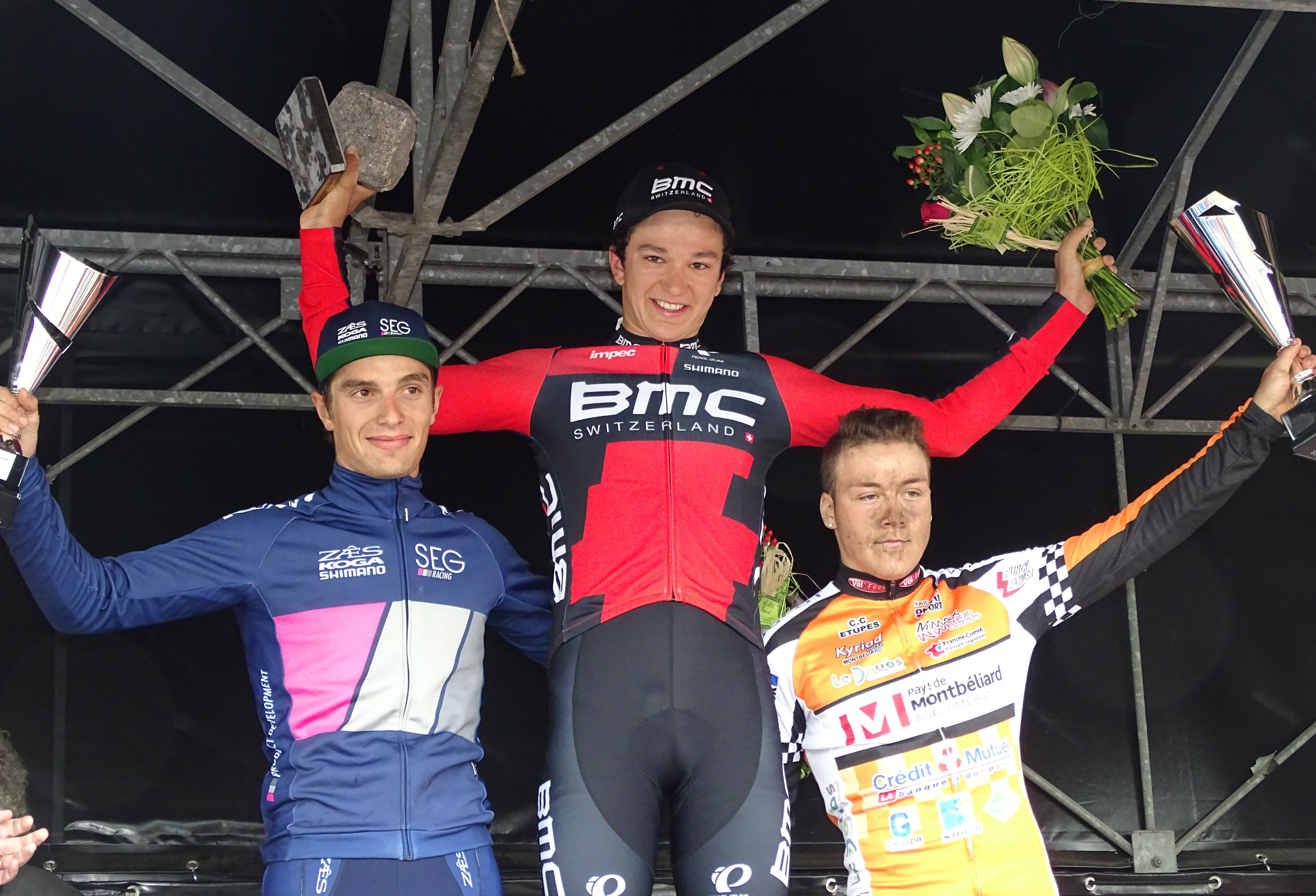
Pódium de la edición 2015: Jenthe Biermans (2º), Lukas Spengler (1º) y Hugo Hofstetter (3º).

En amarillo: edición amateur.
| Año       | Ganador              | Segundo               | Tercero              |
| --------- | -------------------- | --------------------- | -------------------- |
| 1967      | Georges Pintens      | Patrick Charron       | Walter Ricci         |
| 1968      | Alain Vasseur        | Robert Bouloux        | Gérard Brien         |
| 1969      | Roger Desmarets      | Régis Delépine        | Robert Mintkiewicz   |
| 1970      | Enzo Mattioda        | Pé van Stralen        | Michel Roques        |
| 1971      | Louis Verreydt       | Marcel Sannen         | Antoine Bauwens      |
| 1972      | Yvan Benaets         | Luis Verreydt         | Antoine Bauwens      |
| 1973      | Patrick Béon         | Claude Behue          | René Dillens         |
| 1974      | Marc Steels          | Christian Despierres  | Carlos Cuyle         |
| 1975      | Pol Verschuere       | Guy Bricnet           | Rachel Dard          |
| 1976      | Gérard Simonnot      | Jean Toso             | Jacques Stablinski   |
| 1977      | Michel Lloret        | Alain Deloeuil        | Paul Sherwen         |
| 1978      | Alfons De Wolf       | Ronny Claes           | Alan Van Heerden     |
| 1979      | Marc Madiot          | Oliver Vantielcke     | Daniel Amardeilh     |
| 1980      | Stephen Roche        | Dirk Demol            | Michel Larpe         |
| 1981      | Kenny De Maerteleire | Alain Deloeuil        | Reimund Dietzen      |
| 1982      | Jean-Louis Barot     | Rudy Rogiers          | Alain Deloeuil       |
| 1983      | Frank Verleyen       | Bruno Vojtinek        | Pascal Campion       |
| 1984      | Thierry Marie        | Ludo Adriaensen       | Denis Poisson        |
| 1985      | Christian Chaubet    | Bernard Richard       | Vincent Thorey       |
| 1986      | Vincent Thorey       | Carlos Malfait        | Pascal Campion       |
| 1987      | Franck Boucanville   | Marc Assez            | Bertrand Zielonka    |
| 1988      | Laurent Bezault      | Nico Roose            | Fabian Pantaglou     |
| 1989      | Frédéric Moncassin   | Didier Faivre-Pierret | Andrzej Pozak        |
| 1990      | Thierry Gouvenou     | Slawonir Krawczyk     | Olaf Lurvik          |
| 1991      | Eric Larue           | Stéphane Cueff        | Czeslaw Rajch        |
| 1992      | Pascal Chanteur      | Jimmy Delbove         | Czeslaw Rajch        |
| 1993      | Marek Leśniewski     | Hervé Boussard        | Marc Hibou           |
| 1994      | Kurt Dhont           | Frédéric Guesdon      | Michel Lallouet      |
| 1995      | Damien Nazon         | Michel Lallouet       | Thierry Bricaud      |
| 1996      | Dany Baeyens         | Nicolas Maréchal      | Christophe Barbier   |
| 1997      | Marc Chanoine        | László Bodrogi        | Gunther Stockx       |
| 1998      | Thor Hushovd         | Geoffrey Demeyere     | Moris Sammassimo     |
| 1999      | Sébastien Joly       | Stéphane Krafft       | Makus Wilfurth       |
| 2000      | Eric Baumann         | Thomas Voeckler       | Tom Boonen           |
| 2001      | Yaroslav Popovych    | Volodymyr Bileka      | Lorenzo Bernucci     |
| 2002      | Michail Timoschin    | Yannick Talabardon    | Michael Blanchy      |
| 2003      | Serguéi Lagutín      | Steven De Decker      | Robby Meul           |
| 2004      | Koen de Kort         | Bas Giling            | Wouter Weylandt      |
| 2005      | Dmitry Kozontchuk    | Johnny Hoogerland     | Dries Van Der Ginst  |
| 2006      | Tom Veelers          | Kristoffer Nielsen    | Pieter Vanspeybrouck |
| 2007      | Damien Gaudin        | Guillaume Blot        | Danilo Wyss          |
| 2008      | Coen Vermeltfoort    | Giorgio Brambilla     | Laurent Beuret       |
| 2009      | Taylor Phinney       | Nikola Aistrup        | Giorgio Brambilla    |
| 2010      | Taylor Phinney       | Jens Debusschere      | Fabien Taillefer     |
| 2011      | Ramon Sinkeldam      | Jasper Stuyven        | Jacob Rathe          |
| 2012      | Bob Jungels          | Yves Lampaert         | Thomas Scully        |
| 2013      | Suspendida           |                       |                      |
| 2014      | Mike Teunissen       | Tyler Williams        | Bas Tietema          |
| 2015      | Lukas Spengler       | Jenthe Biermans       | Hugo Hofstetter      |
| 2016      | Filippo Ganna        | Jenthe Biermans       | Hamish Schreurs      |
| 2017      | Nils Eekhoff         | Guillaume Millasseau  | Jordi Warlop         |
| 2018      | Stan Dewulf          | Julius van den Berg   | Thymen Arensman      |
| 2019      | Thomas Pidcock       | Johan Jacobs          | Jens Reynders        |
| 2020-2022 | No se disputó        | No se disputó         | No se disputó        |
| 2023      | Tijl De Decker       | Senne Hulsmans        | Robin Orins          |
| 2024      | Tim Torn Teutenberg  | Robert Donaldson      | Robin Orins          |
| 2025      | Albert Philipsen     | Jakob Söderqvist      | Senna Remijn         |

## Palmarés por países
| País           | Victorias |
| -------------- | --------- |
| Francia        | 20        |
| Bélgica        | 13        |
| Países Bajos   | 6         |
| Rusia          | 2         |
| Estados Unidos | 2         |
| Alemania       | 2         |
| Irlanda        | 1         |
| Polonia        | 1         |
| Noruega        | 1         |
| Ucrania        | 1         |
| Uzbekistán     | 1         |
| Luxemburgo     | 1         |
| Suiza          | 1         |
| Italia         | 1         |
| Reino Unido    | 1         |
| Dinamarca      | 1         |